# Slavonia

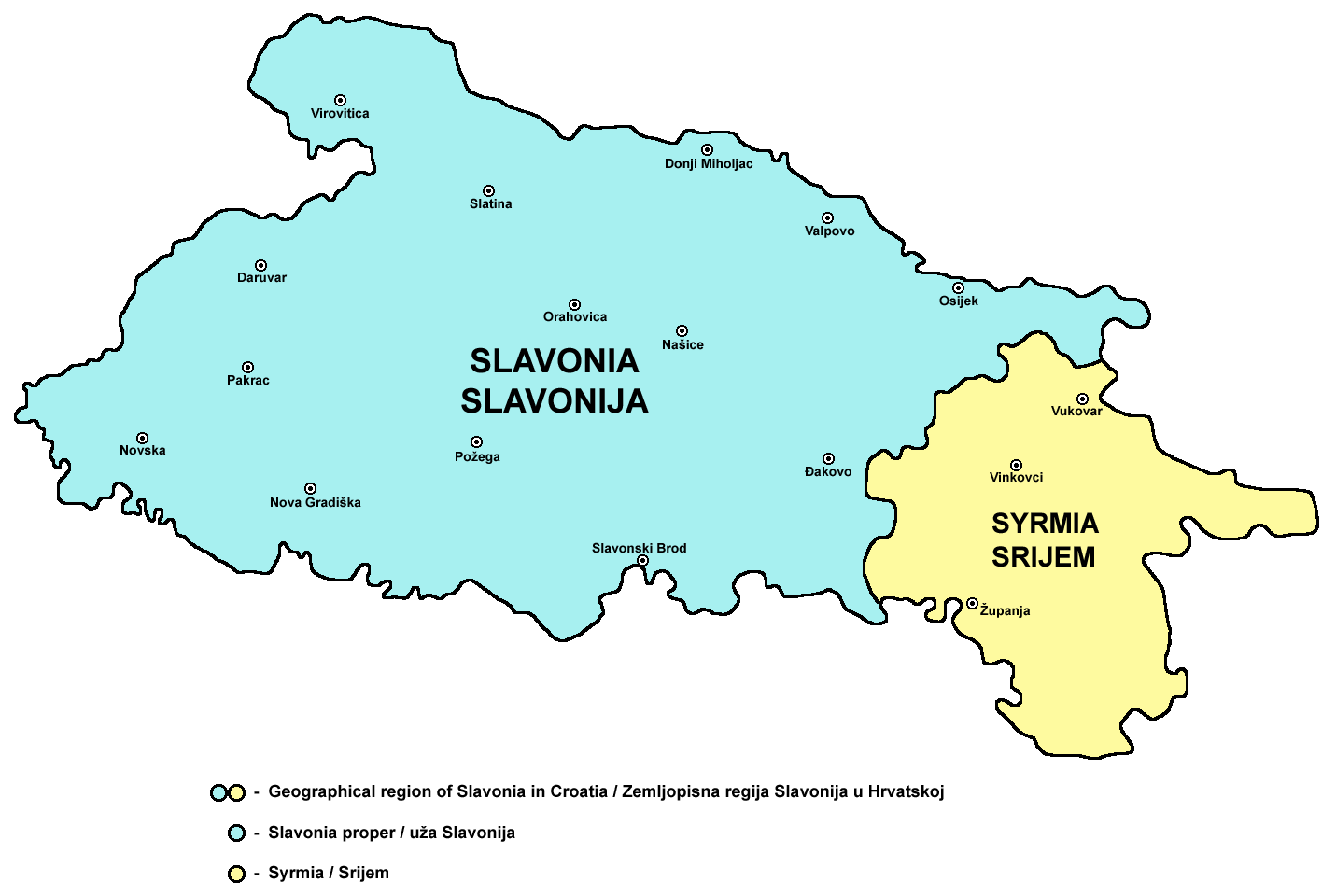
Mappa della Slavonia.

La Slavonia o Schiavonia (in croato Slavonija) è una regione geografica e storica della Croazia orientale. La Slavonia è formata per lo più da fertili aree pianeggianti, delimitate in parte a nord dal fiume Drava, a sud dalla Sava e dal Danubio ad est.
La Slavonia non è un ente amministrativo, essendo la Croazia suddivisa in 20 contee di dimensioni minori, ma rappresenta uno dei territori storici in cui può essere suddivisa la Repubblica, assieme alla Croazia Centrale, alla Dalmazia e all'Istria.

## Geografia
La regione si estende in sette contee e conta su una popolazione complessiva di 781 454 persone (2001). Il centro maggiore è Osijek, con una popolazione di 114 616 abitanti. Altre città importanti sono:
Slavonski Brod,
Vinkovci,
Vukovar,
Đakovo,
Požega,
Virovitica,
Nova Gradiška,
Slatina,
Županja,
Našice,
Valpovo e
Belišće.
Benché la regione sia formata in gran parte da un bassopiano, la Slavonia presenta una serie di bassi rilievi. I principali sono Psunj, Papuk, Požeška Gora, Ravna Gora, Krndija e Dilj.
Nel corso dei secoli i confini e le aree incluse nella Slavonia sono mutati. In un primo periodo del Medioevo, la Slavonia era una provincia vassalla del Regno d'Ungheria e includeva solo la parte occidentale dell'attuale area della regione, inglobando invece altri territori (la città di Zagabria e le parti occidentali e settentrionali della Bosnia).
Più avanti nel corso dell'età medievale, la Slavonia comprendeva le zone comprese tra i fiumi Sava, Drava, Sutla e Danubio. Nel XVIII e nel XIX secolo il Regno di Slavonia divenne un territorio dell'Impero Asburgico e includeva le aree a nord dell'attuale regione e la zona della Sirmia (Srem), mentre i territori a sud della regione erano parte della Frontiera Militare (Krajina di Slavonia), una marca di confine dell'Impero governata direttamente dal Consiglio di Guerra degli Asburgo.

## Storia

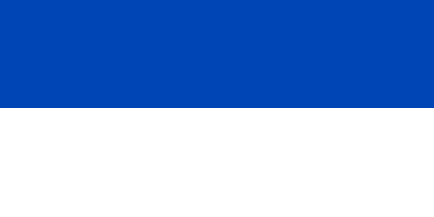
Bandiera storica del Regno di Slavonia

La Slavonia era originariamente parte della provincia romana della Pannonia. Nel VII secolo si costituì nella regione un primo stato slavo, alleato degli Avari, presto affiancato da un'altra popolazione slava, i Croati. Nel X secolo la Slavonia venne inclusa nel neo-costituito Regno di Croazia (incoronazione di re Tomislao I) nel 925.
Nel 1091 fu conquistata ed annessa al Regno d'Ungheria, 11 anni prima del resto del Regno di Croazia. Divenne un'entità amministrativa distinta dalla Croazia e tale rimase fino al XIX secolo.
Nel XII secolo vi fu una consuetudine che prevedeva che il successore al trono magiaro prima diventasse sovrano di Croazia, per poi cercare di affermare il proprio potere sull'intera Ungheria, anche entrando in guerra con il legittimo re.
Nel XIII secolo l'Ungheria costituì due banati, una delle quali prese il nome di Banato di Slavonia, mentre l'altra prese il nome di Croazia. La nobiltà della Slavonia, anche a causa della vicinanza geografica con l'Ungheria, si legò a quella magiara molto più strettamente di quella della Croazia. Entrambe le province vennero rette ciascuna separatamente da un bano fino al 1476, anno dal quale i due banati vennero retti da un'unica autorità. Poco dopo, gli Ottomani invasero il Regno d'Ungheria e distrussero le armate ungheresi nella battaglia di Mohács nel 1526. Dopo una serie di cruente battaglie, gli Ottomani conquistarono l'intera Slavonia attuale, i cui confini si estendevano a est del fiume Sutla.
La Croazia cadde sotto il dominio della famiglia Asburgo.
Successivamente gli Asburgo ottennero dai Turchi anche la Slavonia, in base al trattato di Karlowitz (1699). La Slavonia divenne un territorio asburgico, parte al tempo stesso del Regno di Croazia e del Regno d'Ungheria. Le parti meridionali della regione non vennero incluse nella nuova provincia asburgica, ma rappresentavano le aree definite di Frontiera Militare (Krajina di Slavonia), che la nobiltà locale tentò più volte di inglobare, senza successo.
Dopo il 1699 la Slavonia divenne un'entità geografica diversa da quella medievale. Laddove la Slavonia medievale comprendeva i territori tra i fiumi Drava e Kupa, la Slavonia asburgica si estendeva verso est e con questo termine si faceva riferimento anche ai territori scarsamente popolati tra i fiumi Sava e Drava.

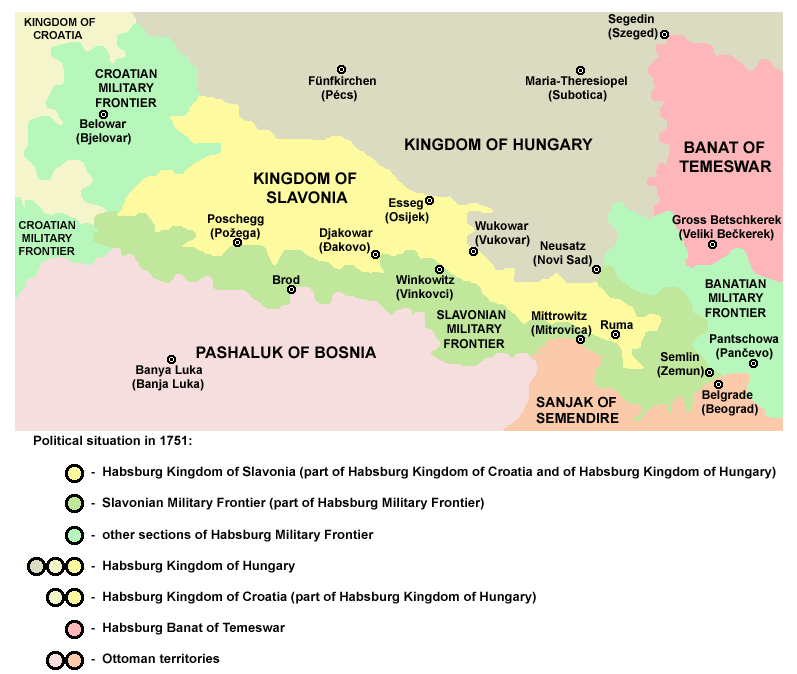

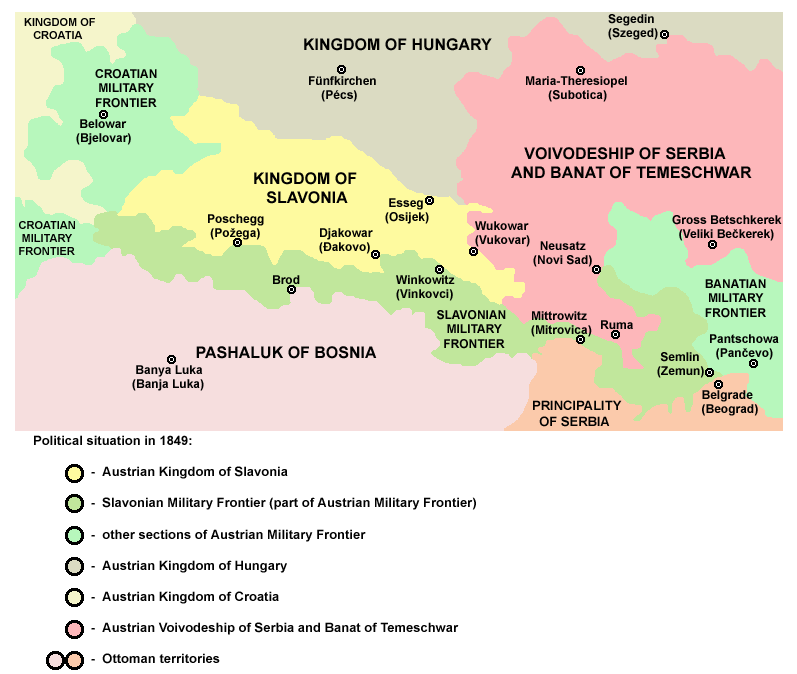

Durante le rivoluzioni del 1848, la regione venne temporaneamente unita alla Croazia, sotto l'autorità del bano Josip Jelačić. Dopo il 1849, sia la Croazia che la Slavonia vennero dichiarate terre completamente separate della corona asburgica. In seguito alla reintegrazione del 1868 con il Regno d'Ungheria (hrvatsko-ugarska nagodba), la Slavonia venne di nuovo associata alla Croazia nel Regno di Croazia e Slavonia, che ottenne, benché soggetto alla corona di Santo Stefano, una certa autonomia. L'anno 1881 segnò la fine definitiva della Krajina di Slavonia, la Frontiera Militare dell'Impero, e la sua annessione nelle contee della regione.
Come le altre aree delle Croazia-Slavonia, la regione divenne parte del Regno dei Serbi, dei Croati e degli Sloveni (in seguito rinominato Jugoslavia) nel dicembre 1918. Tra il 1922 e il 1929, la Slavonia fu una provincia del Regno il cui centro amministrativo divenne Osijek (Osijek Oblast) mentre dal 1929, con la riforma amministrativa della Jugoslavia, divenne parte della Banovina della Sava, con capoluogo Zagabria. Nell'agosto del 1939, con la costituzione di un unico ente amministrativo per quasi tutto il territorio croato, divenne parte della Banovina di Croazia.
Durante la seconda guerra mondiale la Slavonia fu inclusa nello Stato Indipendente di Croazia, mentre la parte più settentrionale fu sotto il controllo diretto delle truppe della Germania nazista. Nel dopoguerra, con la costituzione della Repubblica Socialista Federale di Jugoslavia, la Slavonia divenne parte della Repubblica Socialista di Croazia.
Con la dichiarazione di indipendenza della Croazia dalla Federazione (giugno 1991), i Serbi della Krajina proclamarono la costituzione di un loro Stato, la Repubblica Serba di Krajina, su porzioni della Slavonia orientale e occidentale. L'area ad est venne ridefinita Regione Autonoma Serba della Slavonia Orientale, Baranja e Sirmia occidentale e inglobò le aree ad est di Osijek e Vinkovci, a nord-est di Županja, includendo le città di Vukovar e Ilok e la regione della Baranja. Questa parte della Krajina era etnicamente mista con una maggioranza relativa croata e ha visto svolgersi maggiori scontri militari durante la guerra. L'area occidentale comprende le zone attorno a Okučani e gran parte del monte Psunj. Nel maggio 1995 le regioni occidentali vennero reintegrate nella Croazia attraverso l'operazione militare Lampo (Operacija Bljesak). Nel 1996 l'est venne posto temporaneamente sotto la sovranità dell'ONU (UNTAES) e reintegrato nella Croazia nel gennaio 1998.
In Slavonia esistono alcune comunità italiane di origine bellunese e friulana che si recarono colà nella seconda metà dell'Ottocento. Attualmente sono accentrate a Ploštine, Kapetanovo Polje, villaggi che fondarono, Pakrac e Lipik. Da qui alcune famiglie si sono trasferite in Moslavina a Kutina e Ciglenica.

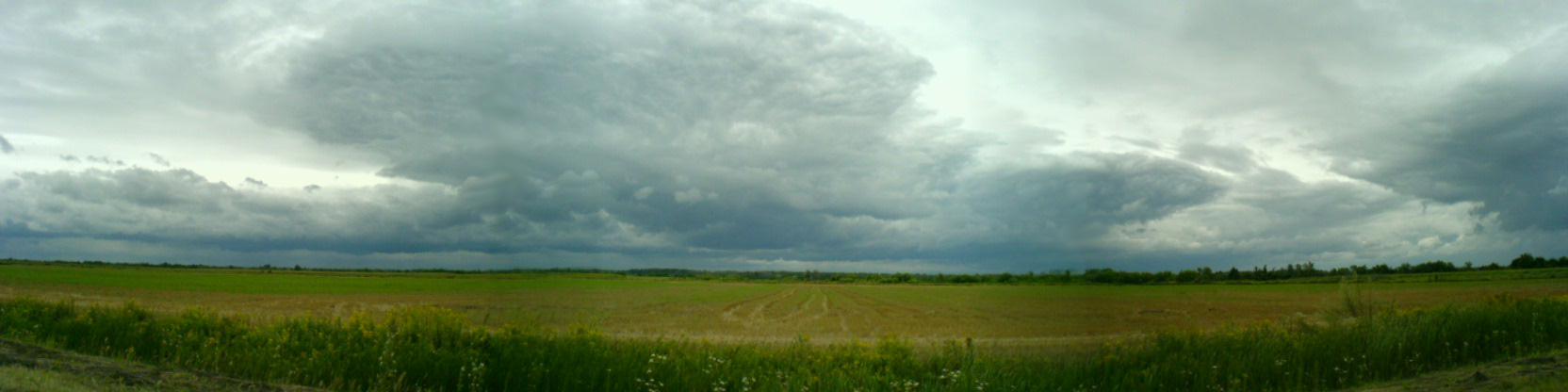
La pianura della Slavonia

## Ambiente e risorse naturali
La Slavonia è parzialmente ricoperta da foreste e formata da ampie pianure coltivate: le maggiori coltivazioni sono il frumento e il mais, mentre l'industria alimentare è il settore secondario dominante. Ci sono inoltre alcune riserve di petrolio e gas naturale.
Una sottospecie di quercia, una farnia di cui la regione è ricca, è nota come Quercus robur slavonica.

## Galleria d'immagini

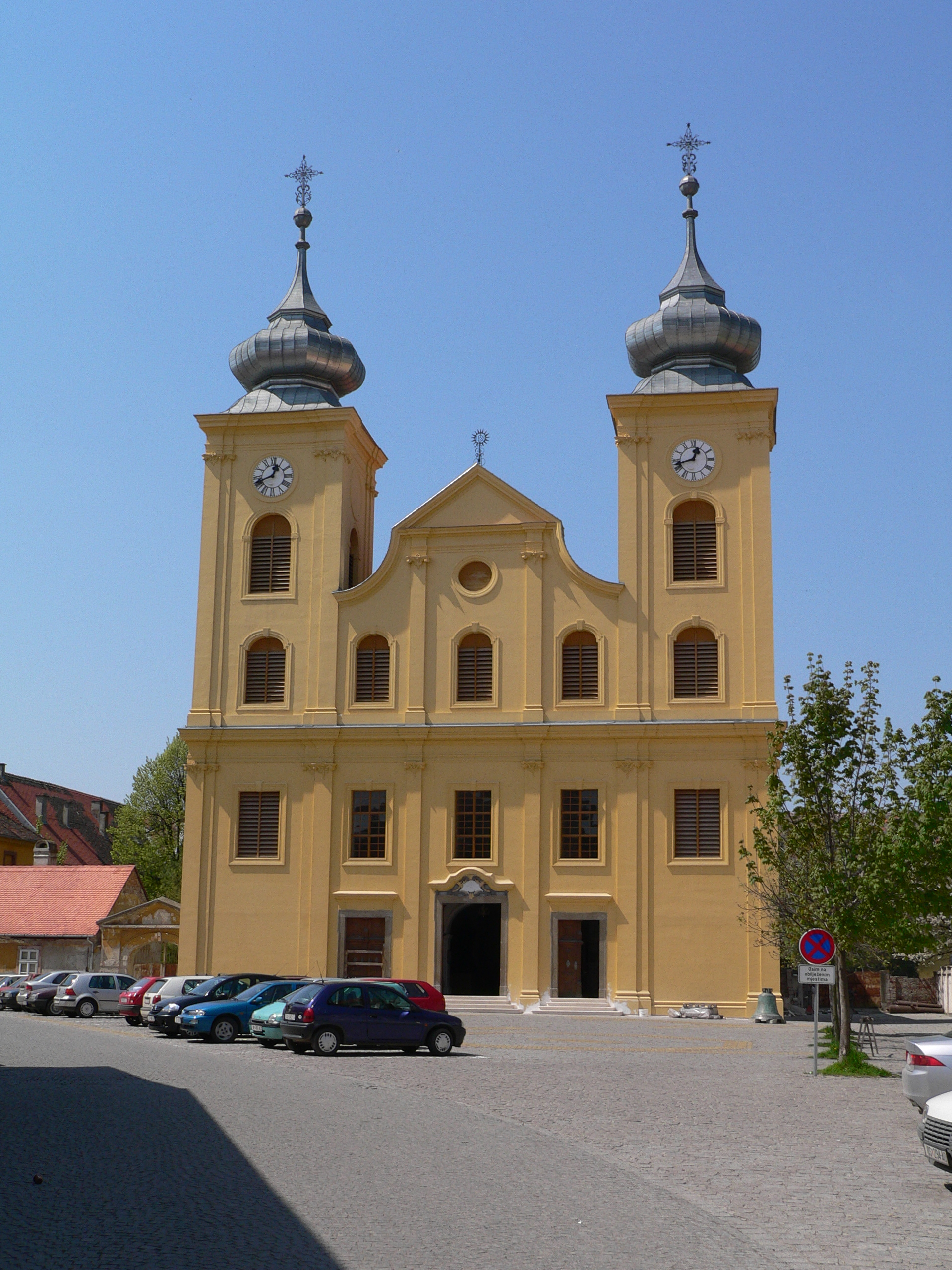
Osijek, Chiesa di San Michele
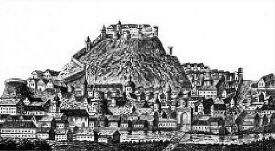
La fortezza e la città di Požega in una mappa del XVIII secolo
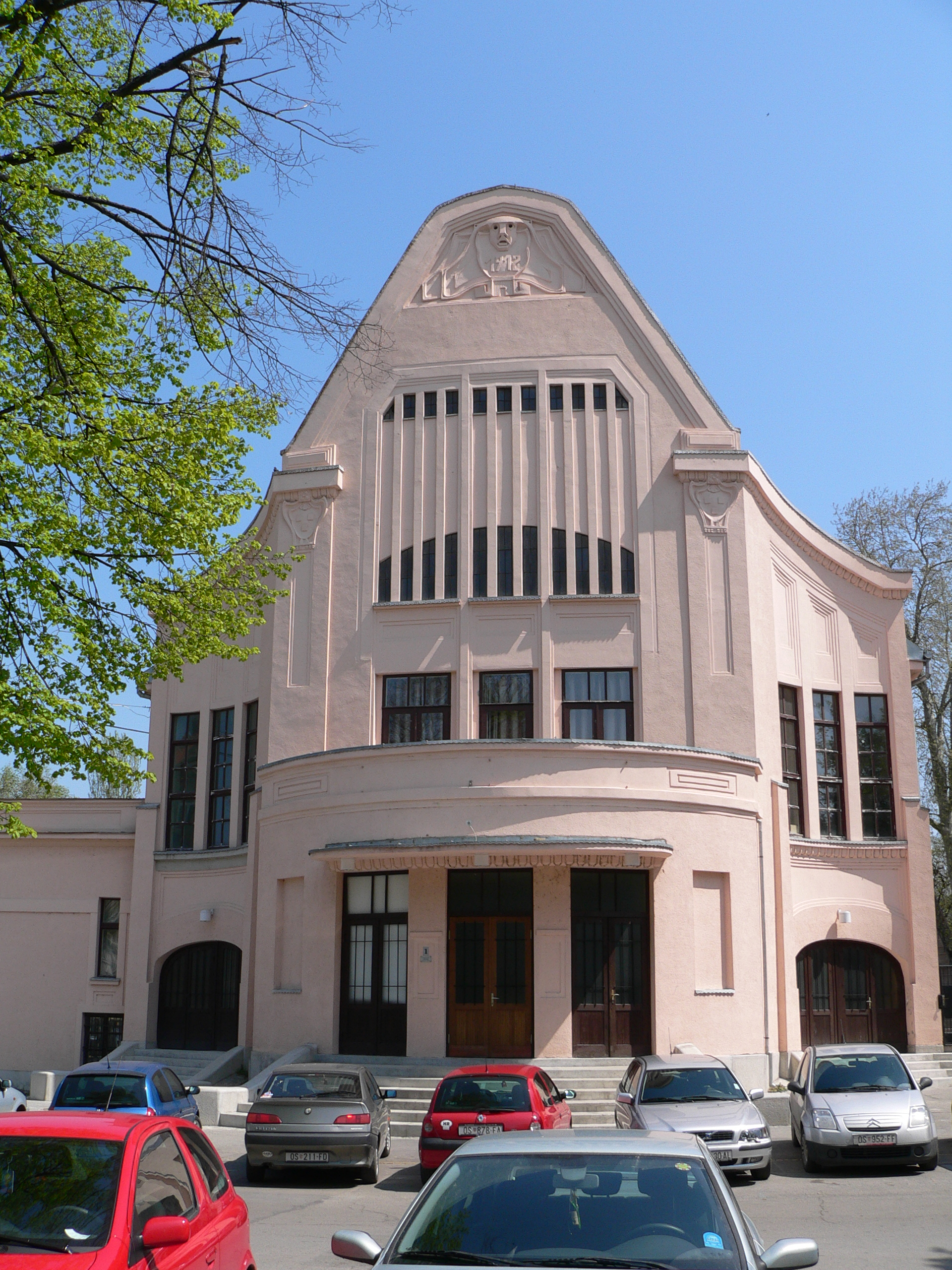
Kino Urania (Cinema Urania), Osijek
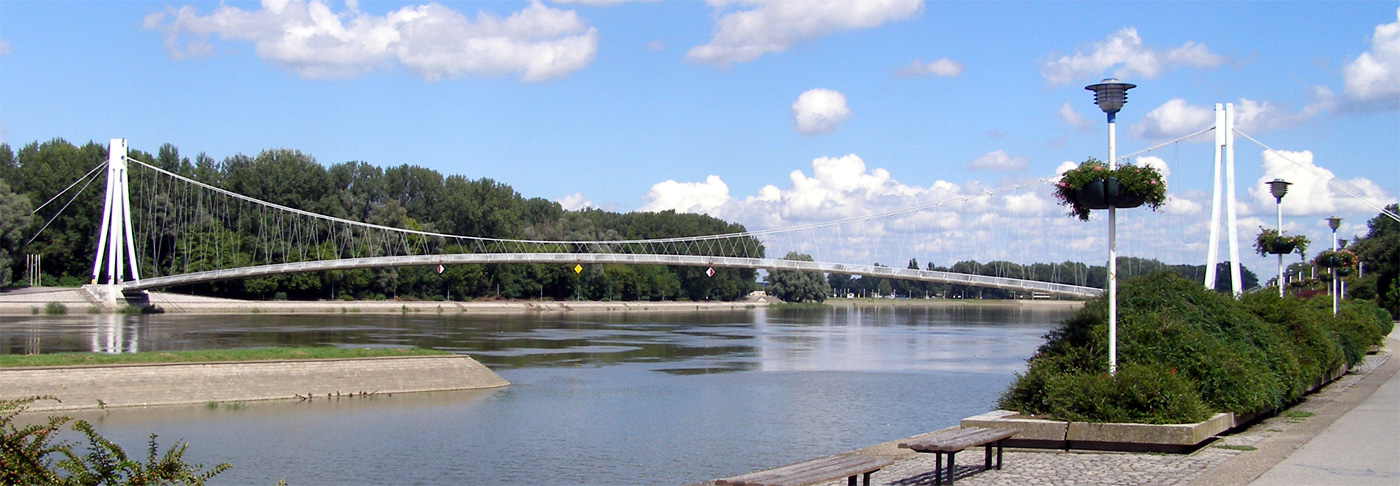
Ponte sulla Drava, Osijek
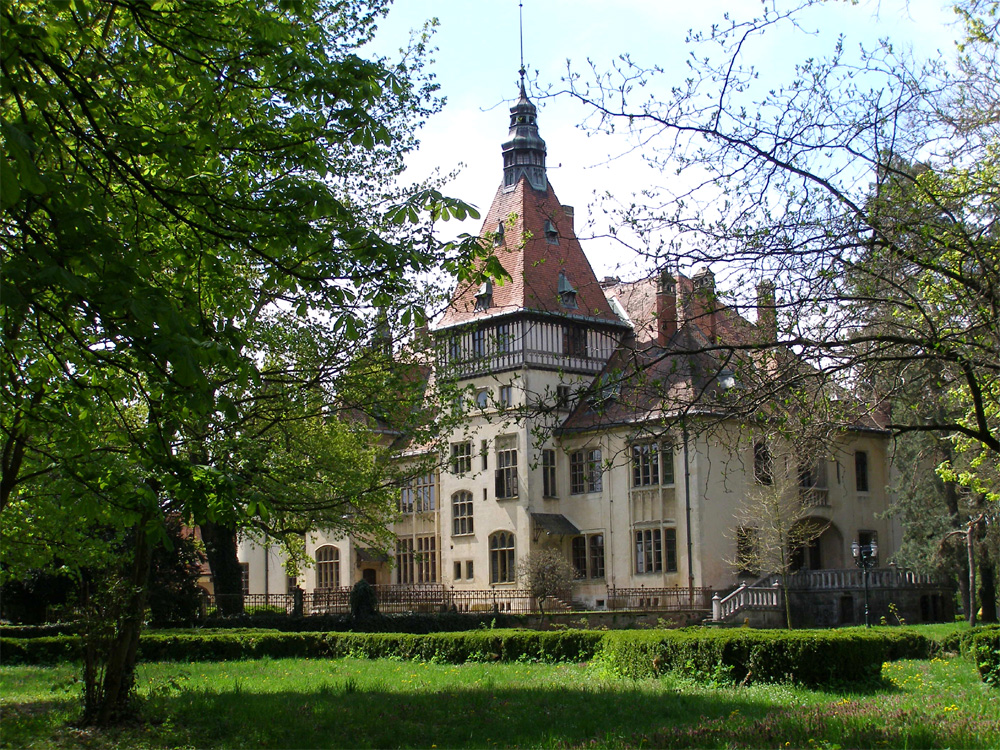
Castello nella città di Donji Miholjac
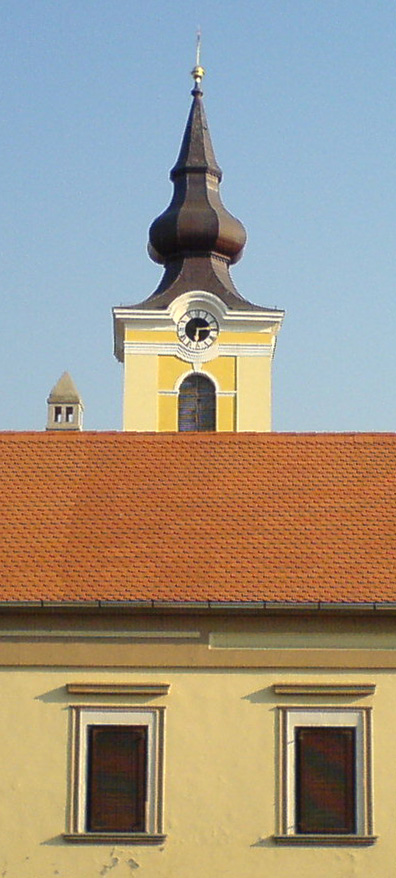
Chiesa di San Michele, Donji Miholjac
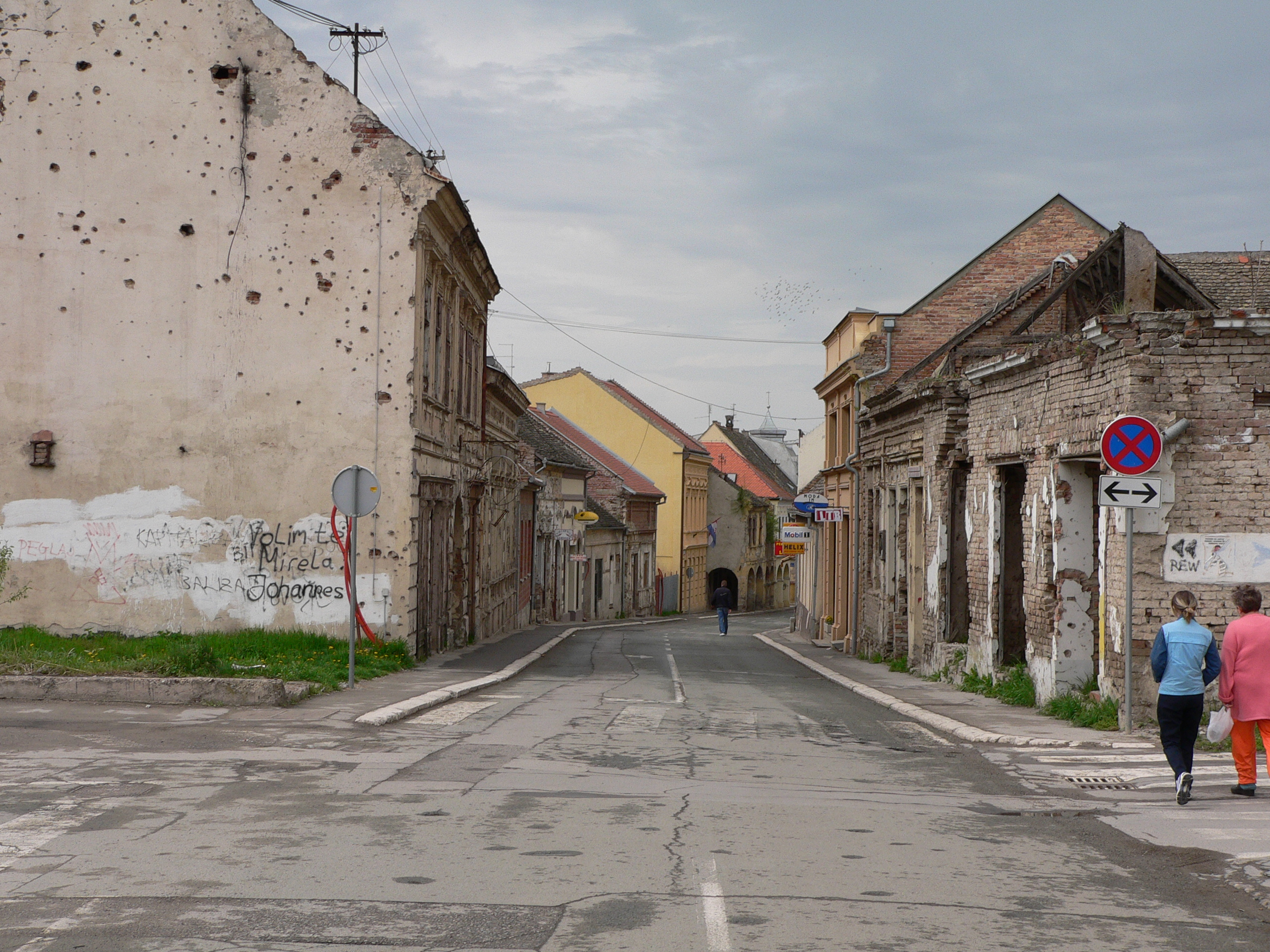
Vukovar